# جوگن (دوره کاماکورا)
جوگن (به ژاپنی: 承元 Jōgen) نام یک عصر تاریخی ژاپنی بود. این عصر بعد از کنئیی و قبل از  کنریاکو قرار داشت و از اکتبر ۱۲۰۷ تا مارس ۲۰۱۱ میلادی به طول انجامید. در طی این عصر امپراتور تسوچی‌میکادو و امپراتور جونتوکو، امپراتوران ژاپن بودند.